# Selim Arnaut
Selim Arnaut, (Zenica, 24. svibnja 1962.) bosanskohercegovački je književnik i kolumnist tjednika "Ljiljan". 

## Životopis
Rođen je 24. svibnja 1962. godine u Zenici. Studirao je filozofiju sa sociologijom na Filozofskom fakultetu u Sarajevu. Nakon završenog studija u Sarajevu, zajedno s književnikom Zilhadom Ključaninom, pokreće časopis Književna Revija. Posljednji broj časopisa, kojeg je uredio zajedno s prozaistom Karimom Zaimovićem, izašao je pred rat u BiH. 

## Djela
Poezija
- "Krov", pjesme, Sarajevo, 1988.
- "Krov i nove pjesme", drugo, dopunjeno izdanje, Sarajevo, 1990.
- "Zašto ne znam opisati grad", pjesme, Ljubljana, 1994.

Proza
- "Boja kućne građe", roman, Sarajevo, 1997.

Publicistika
- "O čemu govorimo kad govorimo o Bosni"

## Nagrade
- Brankova nagrada za zbirku pjesama "Krov"
- Nagrada Mlada Struga za zbirku pjesama "Krov"